# Balıkesir (stad)
Balıkesir is een stad in Turkije en de hoofdstad van de gelijknamige provincie Balıkesir met 1.276.096 inwoners. De naam Balıkesir is ontleend aan het Perzische woord Bal-ı-Kesr dat "veel honing" betekent. In de omgeving van de stad liggen de oude plaatsen Argyria, Skepsis en Ergasteria.
Balıkesir is een populaire toeristische bestemming voor Turkse vakantiegangers die er de natuurlijke omgeving verkennen die bekendstaat als beeldschoon, met name de berg Ida (Kaz Dağı).
De omgeving staat bekend om haar groente- en fruitteelt. De export bestaat voornamelijk uit olijfachtige producten.
In de stad zelf of in de buurt van Balıkesir stond de Romeinse stad Hadrianutherae, die zoals de naam al zegt, ontdekt is door de veroveraar Hadrianus.
In 2005 werden in de omgeving van het Meer van Manyas de eerste gevallen van vogelpest geconstateerd.

## Partnerstad
- Schwäbisch Hall (Duitsland)

## Geboren
- Egemen Korkmaz (1982), voetballer
- Olcan Adın (1985), voetballer
- Caner Erkin (1988), voetballer
- Ebrar Karakurt (2000), volleyballer